# Frank Chikane
Frank Chikane, né le 3 janvier 1951 à Bushbuckridge, au Transvaal, est un fonctionnaire, écrivain et théologien sud-africain sud-africain. Il est membre du Congrès national africain.

## Biographie

### Sous l'apartheid
Chikane est né de James et Erenia Chikane et il a grandi à Soweto au lycée Naledi. En tant que fils d'un prédicateur de la Mission de la foi apostolique d'Afrique du Sud (AFM), une église pentecôtiste sud-africaine, Chikane a pu recevoir une éducation. Après avoir terminé ses études primaires, Chikane est allé à l’Université du Nord étudier les sciences dans l’espoir de devenir médecin. Alors qu’il était à l’université, Chikane s’est impliqué dans le mouvement de conscience noire (ou le mouvement Steve Biko ) et a rencontré le futur dirigeant et homme d’affaires sud-africain post- apartheid, Cyril Ramaphosa, entre énumérés sur le JSE[Quoi ?].
Chikane a mené des manifestations à l’université contre l’apartheid, ce qui l’a forcé à quitter l’université sans diplôme en 1975. Au début de 1977, alors qu'il travaillait à l'AFM en tant que laïc, il a été détenu pendant un mois en vertu de la loi n ° 83 sur le terrorisme de 1967, mais a finalement été libéré après qu'un juge ait rejeté son dossier. Chikane a été ordonné par l'église en 1980, lorsqu'il a commencé à plaider en faveur de programmes sociaux tels qu'une soupe populaire et l'éducation des adultes au sein de l'église pour sa population essentiellement africaine.

Pour ces actions, Chikane a été suspendu de l'AFM à l'esprit conservateur en 1981, ce qui durerait jusqu'à sa réintégration en 1990. Après avoir été suspendu de l'AFM, Chikane a rejoint l'Institut de théologie contextuelle, un groupe de réflexion chrétien au sein du Conseil sud-africain des églises qui a promu la théologie de la libération, dont il est devenu secrétaire général en 1987. Le 20 août 1983, le United Democratic Front (Afrique du Sud) a été lancé dans la salle communale de Rocklands, Mitchell's Plain, près de Cape Town. Après une conférence de délégués de 565 organisations (dont 400 étaient déjà membres), un rassemblement public a eu lieu, auquel ont assisté environ 10 000 personnes. Frank Chikane, le premier orateur majeur, a qualifié la journée de "tournant dans la lutte pour la liberté". En 1985, Chikane était l’un des principaux promoteurs du Kairos Document, dénonciation de l’apartheid par les chrétiens.

De 1987 à 1994, Chikane fut secrétaire général du SACC. 

### Tentative d'assassinat
À la fin de 1989, des agents du gouvernement d'apartheid ont tenté d'assassiner Chikane en enduisant ses sous-vêtements de Paraoxon. Deux des suspects étaient l'ancien ministre de la Police, Adriaan Vlok, et son chef, Johan van der Merwe. Chacun d'eux a été condamné à une peine de 10 ans avec sursis. Vlok, repenti, a demandé pardon à Rev. Chikane en 2006 en lui lavant les pieds,,.

### Après la fin de l'apartheid
En 1995, il a obtenu une maîtrise en administration publique de la Harvard Kennedy School. Depuis 1997, il est membre du comité exécutif national du Congrès national africain.  

Depuis 1999, Chikane est le directeur général de la présidence sud-africaine de Thabo Mbeki. Il était également consultant pour les présidents Kgalema Motlanthe et Jacob Zuma. 

Il est actuellement[Quand ?] président de The AFM International, organisme religieux international chargé de promouvoir l'image de la Mission de la foi apostolique dans le monde entier et de coordonner la fraternité entre les églises nationales de l'AFM dans tous les pays.
Il a récemment[Quand ?] publié des articles à forte connotation politique dans l'un des journaux nationaux sud-africains The Star. Ces articles lui servirent de mémoire sur son temps au gouvernement et furent surnommés les Chikane Files.